# Joseph Alexandre Roslin
Joseph Alexandre Roslin, född 1772 i Paris, död 3 april 1794 i Stockholm, var en fransk affärsman och konstnär.
Han var son till Alexander Roslin och Marie Suzanne Giroust. Enligt familjetraditionen var han faderns älsklingsson och nöjeslysten samt bohemartad. Han fick redan i unga år undervisning i målning av sin far och fortsatte därefter studierna för Joseph Benioît Suvée. Efter några år övergav han sina konststudier för att bli affärsman. Hans far ansåg att det var ett rätt beslut eftersom det i revolutionstider var vanskligt att tjäna sitt uppehälle som konstnär och han hjälpte honom efter hans affärsstudier i Bordeaux att etablera ett handelshus i Le Havre 1791 där han hade goda relationer med handelshusen Foache och Begouen. Efter faderns död 1793 for han på en affärsresa till Sverige och besökte även sina svenska släktingar. Under sitt besök drabbades han av en häftig febersjukdom och avled. 